# Faro de Punta de Hartland
El faro de Punta de Harland (en inglés: Hartland Point Lighthouse) es un faro situado cerca de la localidad de Hartland, Devon, Inglaterra, Reino Unido, en la punta de Hartland. Marca la entrada suroccidental del canal de Bristol. Construido en 1874, en 2012 el faro fue apagado y delante de él se colocó una baliza con su misma característica pero con un alcance mucho más reducido.

## Historia
El faro fue construido por el Trinity House, organismo regulador de las ayudas a la navegación de Inglaterra y Gales, en 1874 bajo la dirección de Sir James Douglass. Está construido sobre la roca al borde del acantilado de forma que está muy expuesto a la acción del mar. Para proteger el faro se extraía piedra del acantilado situado detrás del faro y se depositaba delante en el mar como escollera. Este procedimiento debía ser repetido frecuentemente ya que el mar se acababa llevando las rocas depositadas. Finalmente en 1925 se construyó un espigón permanente de 30 metros de longitud y seis metros de altura para proteger el faro.
Fue automatizado en 1984. En ese momento las viviendas de los fareros fueron derribadas para construir un helipuerto. Hoy en día el faro está controlado desde el centro de control que el Trinity House tiene en Harwich, Essex.
El Trinity House propuso el cierre del faro para 2010, aduciendo que los sistemas de GPS, Sistemas de Posicionamiento Global, están imponiéndose a los faros como guía de navegación. Tras algunas protestas se decidió mantener el faro con menor potencia y finalmente en 2012 se instaló una baliza enfrente del edificio con su misma característica, vendiéndose el edificio, incluyendo la torre, a un particular.

## Características
El faro una luz blanca en grupos de seis destellos cada 15 segundos. El baliza actual, que está colocada delante del antiguo faro, tiene un alcance nominal nocturno de 8 millas náuticas.